# Coşkun Sabah
Coşkun Sabah (* 16. Oktober 1952 in Diyarbakır, Türkei) ist ein aramäisch-christlicher Sänger, Komponist und Oudspieler sowie Gitarrist in der Türkei. Er komponierte von den späten 1970er bis zu den frühen 1990er Jahren mehr als einhundert türkische Lieder und gewann eine große Anhängerschaft, weshalb er als der Frank Sinatra der Türkei bekannt wurde.

## Leben
Coşkun Sabah wurde als Sohn von Marsello und Roza in Südostanatolien geboren. Einige seiner Lieder sind Hatıram Olsun, Anılar, Aşığım Sana, Aşk Kitabı, Baharı Bekleyen Kumrular Gibi, Sen Bambaşkasın, Benimsin, Gel Gelebilirsen, İsyanlardayım, Var mı böyle bir sevda, Son Buluşmamız, Bir PazarGünü und İşte Bizim Hikayemiz. Seine Bestsellerkassette war Aşığım Sana, von der über drei Millionen Kopien verkauft wurden.

## Diskografie
Album – LP
- 1979: Bir Tanrıyı Bir de Beni Unutma – Burç LP-505
- 1980: Armağan – Erenler LP-207
- 1981: Aşk Kitabı – Polydor LP-2480545
- 1982: Bir Pazar Günü – Balet LBN-246
- 1983: Son Buluşmamız – Oskar LP-234
- 1983: Son Buluşmamız – Türküola Almanya LP 7470
- 1986: Hatıram Olsun – Oskar LP-252
- 1986: Hatıram Olsun – Türküola Almanya LP 7516
- 1987: Benimsin – Oskar LP-87.34.Ü.041
- 1989: Ağlamak İstiyorum – Emre Plak LP-88.34.Ü.029
- 1990: Beni unutma – Aşığım sana – Emre Plak LP-548
- 2012: Ağlamak istiyorum – Anılar – Emre Plak 1012

Album – Kassette
- 1979: İşte Bizim Hikayemiz – Türküola Almanya 1123
- 1981: Aşk Kitabı – Türküola Almanya 1499
- 1982: Bir Pazar Günü – Balet 6083
- 1983: Coşkun Sabah 3 / Beddua – Minareci Almanya 3688
- 1983: Son Buluşmamız – Oskar
- 1983: Bir Pazar Günü – Türküola Almanya 1717
- 1983: Son Buluşmamız – Türküola Almanya 1785
- 1984: Acı Hatıralar – Türküola Almanya 1855
- 1985: Hatıram Olsun – Türküola Almanya 1952
- 1986: Beddua – Minareci Almanya 4180
- 1986: Hatıram Olsun – Oskar 252
- 1986: Elveda Gençliğm – Türküola Almanya 2292
- 1987: Benimsin – Minareci Almanya 4219
- 1988: Özel Konseri – Oskar 042
- 1988: Gel Gelebilirsen – Tim 021
- 1989: Biz Ayrılamayız – Aziz Plak
- 1989: Ağlamak İstiyorum / Anılar – Emre Plak 585
- 1989: Ağlamak İstiyorum – Minareci Almanya 4320
- 1989: Sevene Sor – Oskar 062
- 1989: Biz Ayrılamayız – Uzelli Almanya 175
- 1990: Beni Unutma / Aiığım Sana – Emre Plak 609
- 1990: Hatıram Olsun – Türküola Almanya 2385
- 1991: Haberin Varmı – Emre Plak 616
- 1992: Hep Sen Varsın – Minareci Almanya 4531
- 1995: Hatıralar – Best Of – Emre Plak 615

Album – CD
- 1989: Ağlamak İstiyorum / Anılar – Emre Plak 001
- 1990: Beni Unutma / Aşığım Sana – Emre Plak 013
- 1991: Haberin Var Mı – Emre Plak 026
- 1992: Kör Aşık – İsyanlardayım – Emre Plak 033
- 1993: Alıştım Sana – Bonus Müzik
- 1994: İşte Coşkun Sabah – Universal Müzik
- 1995: Ayrılmayalım – Mert Müzik
- 1997: Şahika – Mert Müzik
- 1998: Bir Gün Gelecek – İdobay
- 2003: Okyanus & Best Of – Seyhan Müzik
- 2011: İşte – Bonus Müzik
- 2011: Aşk Kitabı – Ossi Müzik

### Singles (Auswahl)
- 1993: Baharı Bekleyen Kumrular Gibi
- 1995: Hatıram Olsun